# The T.A.M.I. Show
The T.A.M.I. Show (ook wel bekend als Teen Awards Music International of Teen Age Music International) is een Amerikaanse concertfilm uit 1964 die een compilatie laat zien van de T.A.M.I.-concertreeks die zich op 28 en 29 oktober datzelfde jaar afspeelde in Santa Monica, Californië. Het geheel wordt gepresenteerd door het duo Jan & Dean, terwijl een huisorkest voor de begeleiding zorgt.
In 2006 werd de film opgenomen in het National Film Registry.

## Optredens
De film laat optredens zien van de volgende artiesten en muziekgroepen in volgorde van opkomst:
- Chuck Berry
- Gerry & the Pacemakers
- Smokey Robinson & The Miracles
- Marvin Gaye & The Blossoms
- Lesley Gore
- Jan & Dean
- The Beach Boys
- Billy J. Kramer with The Dakotas
- The Supremes
- The Barbarians
- James Brown & The Famous Flames
- The Rolling Stones